# 1040 Klumpkea
Az 1040 Klumpkea (ideiglenes jelöléssel 1925 BD) a Naprendszer kisbolygóövében található aszteroida. Benyiamin Zsehovszkij fedezte fel 1925. január 20-án, Algírban.